# 和爾賀波神社
和爾賀波神社（わにかわじんじゃ）は、香川県木田郡三木町にある神社。讃岐国三木郡の式内社和爾賀波神社の論社のひとつである。
三木町には同じ「わにかわじんじゃ」と呼ぶ神社として鰐河神社があり、こちらも式内和爾賀波神社の論社である。

## 祭神

### 主祭神
- 豊玉比売命

### 配祀
- 玉依比売命
- 八幡大神
- 息長足姫命

## 由緒
創建時期は不明。社伝によると、豊玉比売命が鰐に乗って川を遡り、この地に上陸したという。その川は鰐川（鴨部川）という。
平安から室町時代にかけて数回の遷宮の記録がある。式内和爾賀波神社の論社は4社あるが、この数多くの遷宮の影響があると推測される。
明治5年（1872年）郷社となる。

## その他
- 豊玉比売命が鰐に乗って遡った川は後に鰐川となり、現在の鴨部川のことという[2]

## 交通
- 高松琴平電気鉄道長尾線公文明駅より徒歩20分。